# یوزا
یوزا (به لاتین: Yuza) یک منطقهٔ مسکونی در ژاپن است که در استان یاماگاتا واقع شده‌است. یوزا ۲۰۸٫۳۹ کیلومترمربع مساحت و ۱۴٬۰۷۰ نفر جمعیت دارد.